# مارینی-ل-رله
مارینی-ل-رله (به فرانسوی: Marigny-lès-Reullée) یک کمون در فرانسه با جمعیت ۱۹۲ نفر است که در Canton of Beaune-Sud واقع شده‌است.